# Avenue Rostand
L'avenue Rostand est une voie marseillaise située dans le 3e arrondissement de Marseille. 

## Situation et accès
Elle va du boulevard National à la rue du Petit-Versailles.

## Origine du nom
Son nom est lié à famille Rostand. 